# Conde (Paraíba)
Conde is een gemeente in de Braziliaanse deelstaat Paraíba. De gemeente telt 24.769 inwoners (schatting 2017). De gemeente is ook bekend voor het naturistenstrand van Tambaba er is ook nog het aangrenzende beschermde milieugebied van Tambaba.

## Aangrenzende gemeenten
De gemeente grenst aan Alhandra, João Pessoa, Pitimbu en Santa Rita.

## Verkeer en vervoer
De plaats ligt aan de noord-zuidlopende weg BR-101 tussen Touros en São José do Norte. Daarnaast ligt ze aan de weg PB-018.